# جوسیه فرمیگا
جوسیه فرمیگا (انگلیسی: Jussier Formiga؛ زادهٔ ۱۴ آوریل ۱۹۸۵) ورزشکار هنرهای رزمی ترکیبی اهل برزیل است. وی از سال ۲۰۰۵ میلادی تاکنون مشغول فعالیت بوده‌است.